# Victor (film, 2009)
Pour les articles homonymes, voir Victor.
Pour plus de détails, voir Fiche technique et Distribution.
Victor est un film français, réalisé par Thomas Gilou en 2009 et sorti le 7 octobre 2009.

## Synopsis
Alice (Sara Forestier) est une jeune stagiaire au journal people Global. Ayant du mal à trouver sa place, elle profite de la situation précaire de Victor (Pierre Richard), son voisin octogénaire sur le point d'être expulsé, pour passer une annonce dans son journal afin de lui trouver une famille d'accueil. Le concours est lancé et c'est la famille Saillard qui remporte l'adoption du vieillard.
Malgré ses airs de grand-père gâteau, Victor devient vite envahissant et profite allègrement de l'accueil et la gentillesse de la famille Saillard. De plus, le journal usera des subterfuges les plus rusés pour que la famille garde Victor le plus longtemps possible afin de continuer la saga qui remporte un grand succès populaire...

## Fiche technique
Sauf indication contraire, les informations mentionnées dans cette section peuvent être confirmées par la base de données cinématographiques IMDb,  présente dans la section « Liens externes ».
- Réalisation : Thomas Gilou
- Scénario : Jean-Marie Zovaro, Michèle Fitoussi, Thomas Gilou, Lisa Azuelos, Maléna Santillana, d'après le roman éponyme de Michèle Fitoussi
- Dialogues : Michèle Fitoussi, Thomas Gilou, Lisa Azuelos
- Producteur : Farid Chaouche, Denis Penot
- Musique : Christophe Julien
- Décors : Ivan Maussion
- Costumes : Annie Bertaux Perier
- Photo : Jean-Marie Dreujou
Etienne George
- Montage : Joël Jacovella
- Distribution : TFM Distribution
- Pays :  France
- Langue : français
- Durée : 95 minutes
- Genre : comédie
- Date de sortie : 7 octobre 2009 ( France)

## Distribution
- Pierre Richard : Victor Corbin
- Lambert Wilson : Jérôme Courcelle
- Sara Forestier : Alice
- Antoine Duléry : Guillaume Saillard
- Clémentine Célarié : Sylvie Saillard
- Manu Layotte : l'huissier
- Marie-France Mignal : La mère de Sylvie
- Mohamed Hicham : Paco, le photographe
- Raphaël Bongiorno : Félix Saillard
- Manon Chevallier : Marguerite Saillard
- Jacqueline Corado : Hyacintha
- Hélène Bizot : La réceptionniste
- Catherine Hosmalin : Madame Barbosa
- Lilou Fogli : L'hôtesse
- Sophie Mounicot
- Cyrille Eldin